# Lo legal
«Lo legal» es una canción grabada por el cantante mexicano El Bebeto. Es la primera canción escrita por el cantautor Espinoza Paz para El Bebeto. Fue lanzada el 20 de marzo de 2012 y se trata del segundo sencillo de su segundo álbum de estudio Ese soy yo. El sencillo alcanzó el lugar número 5 en el México Popular Airplay del Billboard. La canción fue incluida en el álbum Eternamente mexiacano con una nueva versión acompañada de mariachi.

## Video musical
El video musical de «Lo legal» fue lanzado el 24 de octubre de 2012, fue producido por Disa Latín Music y dirigido por José Serrano Montoya y cuenta con casi 60 millones de reproducciones en Youtube.

## Listas

### Semanales
| País           | Lista                                   | Mejor posición |
| -------------- | --------------------------------------- | -------------- |
| México         | México Popular Airplay (Billboard)      | 5              |
| México         | México Airplay (Billboard)              | 15             |
| Estados Unidos | US Regional Mexican Airplay (Billboard) | 36             |